# Lignypotera
Lignypotera là một chi bướm đêm thuộc họ Geometridae.